# Émile Duclaux
Pierre Émile Duclaux, född 24 juni 1840 i Aurillac, departementer Cantal, död 5 februari 1904 i Paris, var en fransk kemist. 
Duclaux blev professor i fysik och meteorologi vid agronomiska nationalinstitutet i Paris 1879 och i biologisk kemi vid naturvetenskapliga fakulteten i Paris 1883 samt utsågs 1895 till ledare för Institut Pasteur, sedan han alltifrån dettas upprättande varit dess underdirektör. 
Duclaux uppsatte och ledde "Les annales de l'Institut Pasteur" samt skrev avhandlingar om bland annat vinets sjukliga förändringar och sjukdomsalstrande mikroorganismer. Hans förnämsta arbete var det sammanfattande verket Traité de microbiologie (1899). Han blev ledamot av Institut de France 1888.